# ライブ・フレッシュ
『ライブ・フレッシュ』（原題：Carne trémula, 英題：Live Flesh）は1997年のスペインのドラマ映画。監督・脚本はペドロ・アルモドバル、出演はリベルト・ラバル、フランチェスカ・ネリ、ハビエル・バルデム、ペネロペ・クルスなど。銃の暴発事件をきっかけに5人の男女の間で繰り広げられる愛憎劇を描いた犯罪メロドラマ。原作はルース・レンデルの小説『引き攣る肉』。

## ストーリー
1970年1月、フランコ政権による非常事態宣言が発令される中、若い娼婦イサベルはバスの中で男の子を生む。彼女は赤ん坊にビクトルという名を付けた。
20年後、20歳になったビクトルは、思いを寄せるエレナの元を尋ねる。しかしエレナはビクトルに興味がないので帰るようにと告げる。麻薬中毒のエレナは銃を取り出してビクトルを追い返そうとする。

## キャスト
※括弧内は日本語吹替（VHS版）
- ビクトル: リベルト・ラバル（スペイン語版）（落合弘治）
- エレナ: フランチェスカ・ネリ（田中敦子）
- ダビド: ハビエル・バルデム（石塚運昇）
- サンチョ: ホセ・サンチョ（スペイン語版、英語版）（有本欽隆）
- クララ: アンヘラ・モリーナ（野沢由香里）
- イザベル: ペネロペ・クルス

## 作品の評価
Rotten Tomatoesによれば、批評家の一致した見解は「『ライブ・フレッシュ』はペドロ・アルモドバルが驚くほど抑制された形で取り組んだことがわかる成熟したメロドラマで、暴力行為から生まれた予期しない影響を見渡している。」であり、42件の評論のうち高評価は81%にあたる34件で、平均点は10点満点中7.2点となっている。
Metacriticによれば、18件の評論のうち、高評価は12件、賛否混在は6件、低評価はなく、平均点は100点満点中69点となっている。